# لب‌آویز

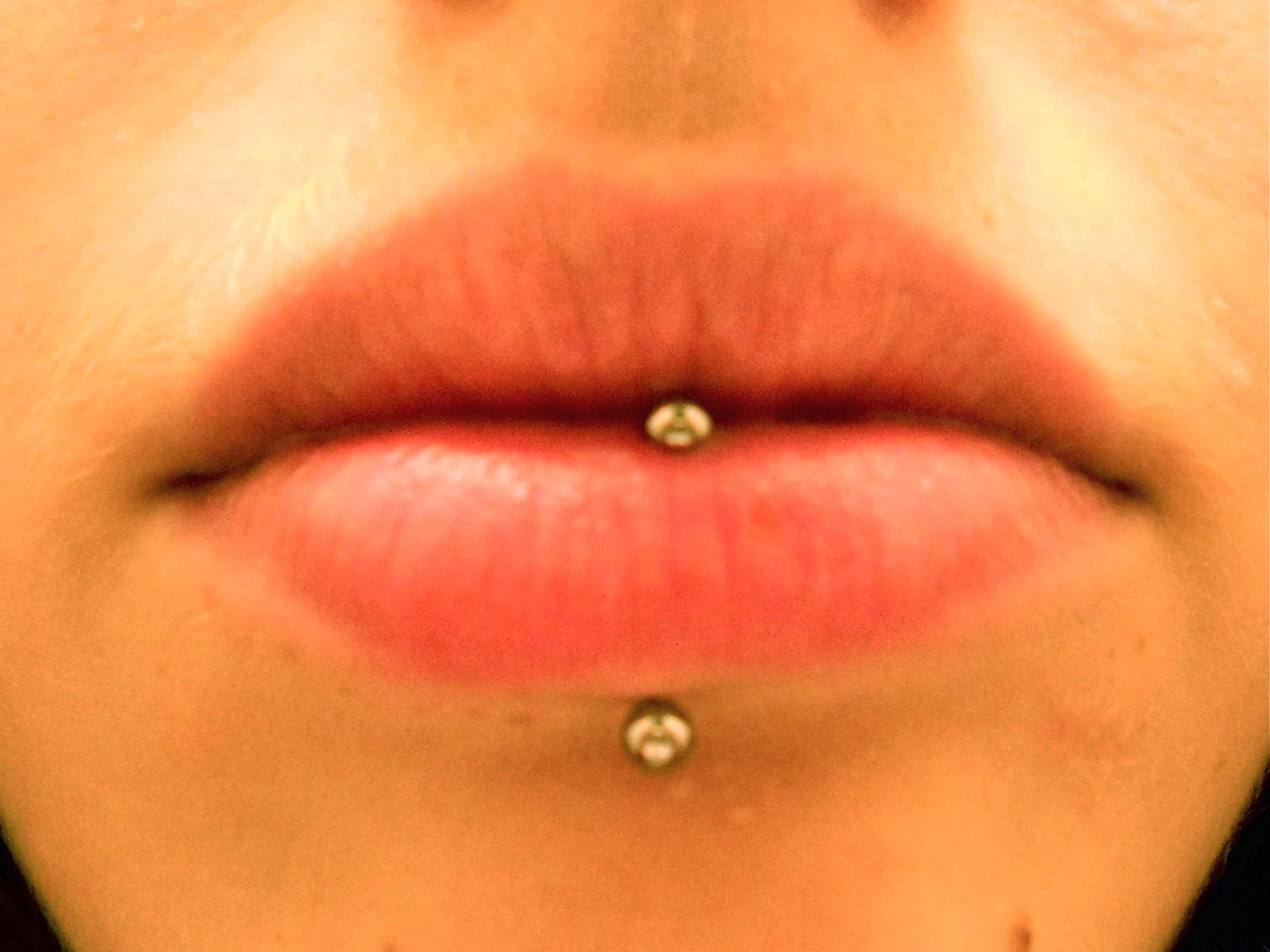
لب‌آویزهای عمودی

لب‌آویز گونه‌ای از سوراخ‌گری بدن است و به هر آویخته یا چسبیده‌ای از لب گفته می‌شود که معمولاً به لب پایینی و بالای چانه اشاره می‌کند.